# Essouvert
Essouvert è un comune francese del dipartimento della Charente Marittima nella regione dell'Aquitania-Limosino-Poitou-Charentes.
È stato creato il 1º gennaio 2016 dalla fusione dei preesistenti comuni di La Benâte e Saint-Denis-du-Pin.
Il capoluogo è la località di Saint-Denis-du-Pin.